# Augie Pabst

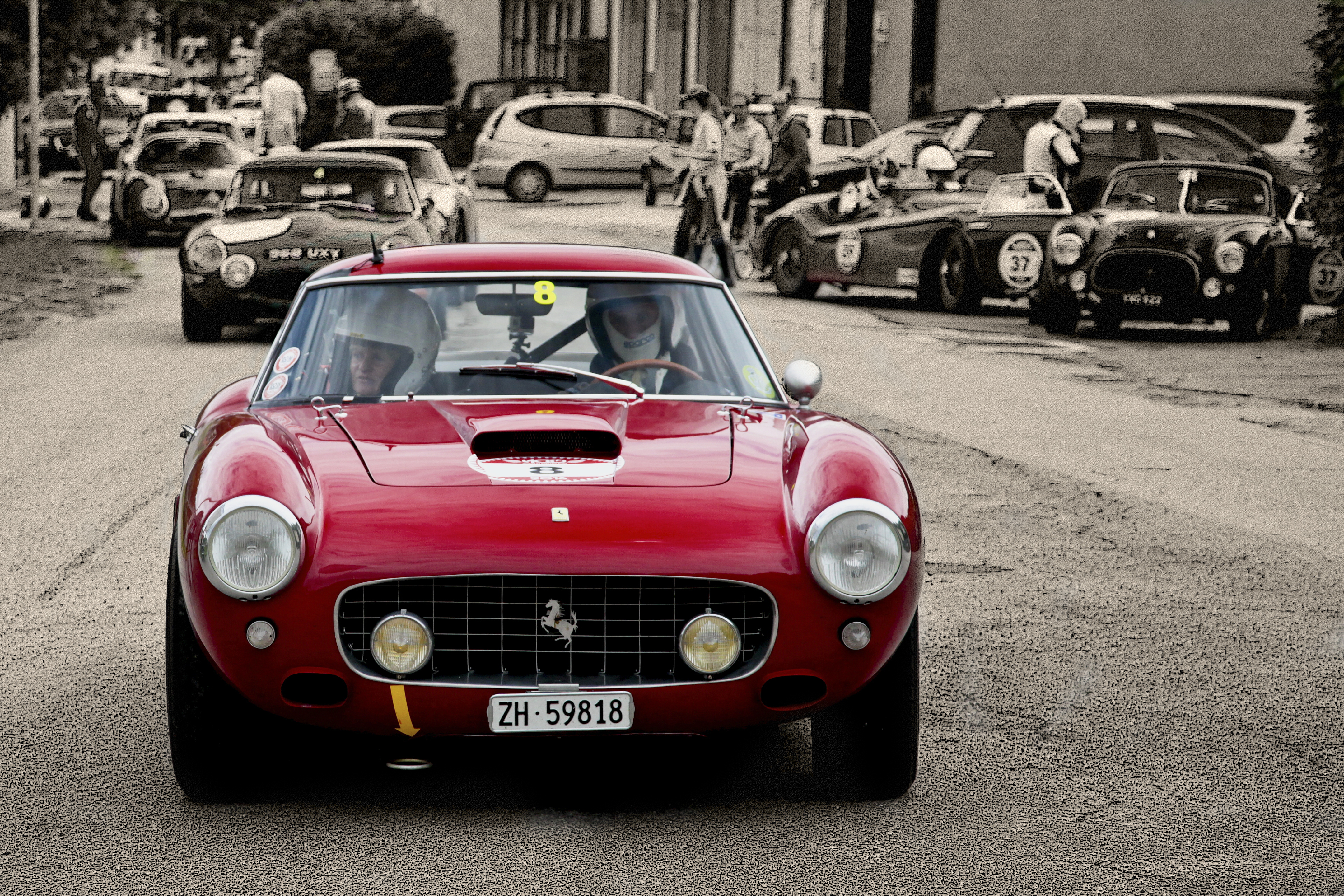
Der Ferrari 250 GT Berlinetta SWB mit dem Ed Hugus und Augie Pabst Gesamtvierte beim 12-Stunden-Rennen von Sebring 1960 wurden

August Ueihlein „Augie“ Pabst (* 25. November 1933 in Milwaukee; † 9. Oktober 2024) war ein US-amerikanischer Automobilrennfahrer.

## Karriere
Augie Pabst war in den späten 1950er- und frühen 1960er-Jahren als Sportwagenfahrer aktiv und feierte Gesamt- und Klassensiege bei den großen US-amerikanischen Sportwagenrennen. Pabst war Werksfahrer beim North American Racing Team und bei Briggs Cunningham. 1960 kam er mit Luigi Chinetti nach Europa, um am 24-Stunden-Rennen von Le Mans teilzunehmen. Als Partner von Ed Hugus wurde er Siebter in der Gesamtwertung. Seine beste Platzierung war der vierte Gesamtrang ein Jahr später im Maserati Tipo 63 von Briggs Cunningham.
In den USA war Pabst in das Scarab-Projekt von Lance Reventlow einbezogen, mit dessen Monoposto-Rennwagen er einige Rennen bestritt. Den Einsatzwagen aus dem Jahre 1958 kaufte er später und tritt damit noch heute bei Veranstaltungen für historische Rennfahrzeuge an.
Er starb im Oktober 2024.

## Statistik

### Le-Mans-Ergebnisse
| Jahr | Team                       | Fahrzeug                  | Teamkollege   | Platzierung | Ausfallgrund    |
| ---- | -------------------------- | ------------------------- | ------------- | ----------- | --------------- |
| 1960 | North American Racing Team | Ferrari 250 GT SWB        | Ed Hugus      | Rang 7      |                 |
| 1961 | Briggs Cunningham          | Maserati Tipo 63          | Dick Thompson | Rang 4      |                 |
| 1963 | Briggs Cunningham          | Jaguar E-Type Lightweight | Walt Hansgen  | Ausfall     | Getriebeschaden |

### Sebring-Ergebnisse
| Jahr | Team                       | Fahrzeug                | Teamkollege    | Teamkollege   | Platzierung | Ausfallgrund       |
| ---- | -------------------------- | ----------------------- | -------------- | ------------- | ----------- | ------------------ |
| 1958 | Jim Jeffords               | Chevrolet Corvette SR-2 | Jim Jeffords   |               | Ausfall     | Vorderachse        |
| 1959 | James Johnston             | Ferrari 250TR58         | Ed Lunken      | Gaston Andrey | Rang 7      |                    |
| 1960 | North American Racing Team | Ferrari 250 GT SWB      | Ed Hugus       |               | Rang 4      |                    |
| 1961 | Porsche Car Import         | Porsche 718 RS 60       | Bill Wuesthoff |               | Ausfall     | Hauptdichtung leck |
| 1963 | Mecom Racing Team          | Ferrari 250 GTO         | Roger Penske   |               | Rang 4      |                    |
| 1964 | Mecom Racing Team          | Lola Mk6 GT             | Walt Hansgen   |               | Ausfall     | Motorschaden       |
| 1966 | Essex Wire Corporation     | Ford GT40               | Masten Gregory |               | Ausfall     | Motorschaden       |

### Einzelergebnisse in der Sportwagen-Weltmeisterschaft
| Saison | Team                                 | Rennwagen                          | 1   | 2   | 3   | 4   | 5   | 6   | 7   | 8   | 9   | 10  | 11  | 12  | 13  | 14  | 15  | 16  | 17  | 18  | 19  | 20  | 21  | 22  |
| ------ | ------------------------------------ | ---------------------------------- | --- | --- | --- | --- | --- | --- | --- | --- | --- | --- | --- | --- | --- | --- | --- | --- | --- | --- | --- | --- | --- | --- |
| 1958   | Jim Jeffords                         | Chevrolet Corvette                 | BUA | SEB | TAR | NÜR | LEM | RTT |     |     |     |     |     |     |     |     |     |     |     |     |     |     |     |     |
| 1958   | Jim Jeffords                         | Chevrolet Corvette                 | DNF |     |     |     |     |     |     |     |     |     |     |     |     |     |     |     |     |     |     |     |     |     |
| 1959   | James Johnston                       | Ferrari 250TR                      | SEB | TAR | NÜR | LEM | RTT |     |     |     |     |     |     |     |     |     |     |     |     |     |     |     |     |     |
| 1959   | James Johnston                       | Ferrari 250TR                      | 7   |     |     |     |     |     |     |     |     |     |     |     |     |     |     |     |     |     |     |     |     |     |
| 1960   | NART Briggs Cunningham               | Ferrari 250 GT                     | BUA | SEB | TAR | NÜR | LEM |     |     |     |     |     |     |     |     |     |     |     |     |     |     |     |     |     |
| 1960   | NART Briggs Cunningham               | Ferrari 250 GT                     |     | 4   |     |     | 7   |     |     |     |     |     |     |     |     |     |     |     |     |     |     |     |     |     |
| 1961   | Porsche Car Import Briggs Cunningham | Porsche 718 RS Maserati Tipo 63    | SEB | TAR | NÜR | LEM | PES |     |     |     |     |     |     |     |     |     |     |     |     |     |     |     |     |     |
| 1961   | Porsche Car Import Briggs Cunningham | Porsche 718 RS Maserati Tipo 63    | DNF |     |     | 4   |     |     |     |     |     |     |     |     |     |     |     |     |     |     |     |     |     |     |
| 1962   | Briggs Cunningham                    | Maserati Tipo 151                  | DAY | SEB | SEB | MAI | TAR | BER | NÜR | LEM | TAV | CCA | RTT | NÜR | BRI | BRI | PAR |     |     |     |     |     |     |     |
| 1962   | Briggs Cunningham                    | Maserati Tipo 151                  |     |     |     |     |     |     |     |     |     |     | DNF |     |     |     |     |     |     |     |     |     |     |     |
| 1963   | Briggs Cunningham Mecom Racing Team  | Jaguar E-Type Ferrari 250 GTO      | DAY | SEB | SEB | TAR | SPA | MAI | NÜR | CON | ROS | LEM | MON | WIS | TAV | FRE | CCE | RTT | OVI | NÜR | MON | MON | TDF | BRI |
| 1963   | Briggs Cunningham Mecom Racing Team  | Jaguar E-Type Ferrari 250 GTO      | 10  |     | 4   |     |     |     |     |     |     | DNF |     |     |     |     |     |     |     |     |     |     |     |     |
| 1964   | Chuck Cassel Mecom Racing Team       | Porsche 356 Lola Mk6 Ferrari 250LM | DAY | SEB | TAR | MON | SPA | CON | NÜR | ROS | LEM | REI | FRE | CCE | RTT | SIM | NÜR | MON | TDF | BRI | BRI | PAR |     |     |
| 1964   | Chuck Cassel Mecom Racing Team       | Porsche 356 Lola Mk6 Ferrari 250LM | DNF | DNF |     |     |     |     |     |     |     |     |     |     |     |     |     |     |     |     | DNF |     |     |     |
| 1966   | Essex Wire Corporation               | Ford GT40                          | DAY | SEB | MON | TAR | SPA | NÜR | LEM | MUG | CCE | HOK | SIM | NÜR | ZEL |     |     |     |     |     |     |     |     |     |
| 1966   | Essex Wire Corporation               | Ford GT40                          | DNF |     |     |     |     |     |     |     |     |     |     |     |     |     |     |     |     |     |     |     |     |     |